# Genisséa
Genisséa är en kommunhuvudort i Grekland.   Den ligger i prefekturen Nomós Xánthis och regionen Östra Makedonien och Thrakien, i den nordöstra delen av landet, 400 km norr om huvudstaden Aten. Genisséa ligger 22 meter över havet och antalet invånare är 1 935.
Terrängen runt Genisséa är huvudsakligen platt, men norrut är den kuperad. Runt Genisséa är det ganska glesbefolkat, med 50 invånare per kvadratkilometer. Närmaste större samhälle är Xánthi, 10,0 km nordväst om Genisséa. Trakten runt Genisséa består till största delen av jordbruksmark.